# Meenoplus rotula
Meenoplus rotula är en insektsart som beskrevs av Ronald Gordon Fennah 1957. Meenoplus rotula ingår i släktet Meenoplus och familjen Meenoplidae. Inga underarter finns listade i Catalogue of Life.